# Allan Rogers
Allan Rogers (n. 24 octombrie 1932, Gelligaer⁠(d), Țara Galilor, Regatul Unit – d. 28 noiembrie 2023) a fost un om politic britanic, membru al Parlamentului European în perioada 1979-1984 din partea Marii Britanii.